# Impasse Delépine
Ne doit pas être confondu avec Cour Delépine.
L'impasse Delépine est une voie située dans le quartier Sainte-Marguerite du 11e arrondissement de Paris.

## Situation et accès
L'impasse Delépine est desservie par la ligne 9 à la station Rue des Boulets.

## Origine du nom

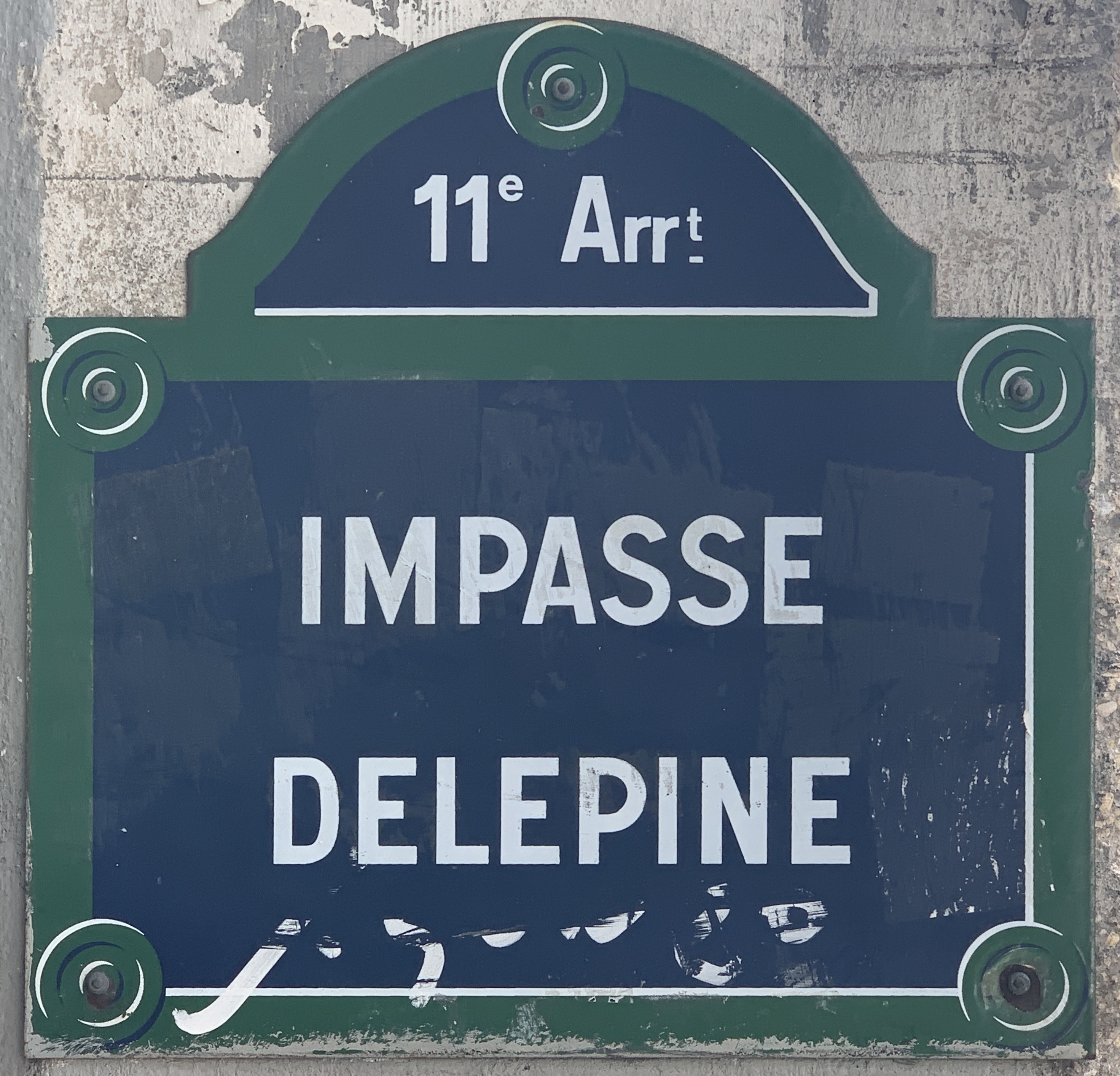
Plaque de l'impasse.

Cette voie tient son nom de celui d'un propriétaire local.

## Historique
Cette voie en impasse, qui porte son nom depuis 1860, a été classée dans la voirie parisienne par arrêté municipal du 11 mai 1993.